# Ignoti alla città
(Dal testo originale di Pasolini)
Ignoti alla città è un documentario del 1958, diretto da Cecilia Mangini con testi originali di Pier Paolo Pasolini. È il film d’esordio della cineasta pugliese ed è il primo documentario diretto da una donna in Italia.

## Trama
Il documentario ritrae la vita di un gruppo di ragazzi di borgata romani fra litigi, spensieratezza, rassegnazione e cinismo.
I bambini costretti a crescere troppo in fretta e gli adolescenti che si arrangiano fra furti e rapine; alcuni lavorano al mercato per poche lire, altri frugano fra i rifiuti delle discariche nella speranza di trovare qualcosa di buono.
È uno sguardo non convenzionale, crudo, che intende contrapporsi all’immagine stereotipata dell’Italia della ricostruzione post-bellica, del boom consumistico degli anni ’60 e registra l’aspra realtà dei giovani che vivono ai margini della città di Roma, in orrendi casermoni di cemento armato, sperduti nella desolata campagna dell’estrema periferia.

## Produzione
La stessa regista collaborerà con Pasolini anche ai documentari La canta delle marane e Stendalì – Suonano ancora.